# Chant XXI du Paradis
Le Chant XXI du Paradis est le vingt-unième chant du Paradis de la Divine Comédie du poète florentin Dante Alighieri. Il se déroule dans le ciel de Saturne où résident les esprits contemplatifs ; nous sommes dans l'après-midi du 14 avril 1300 ou du 31 mars 1300.

## Thèmes et contenus

### Le Ciel de Saturne: versets 1-24
Après avoir fini de parler de l'Aigle formé par les âmes des justes (Chant XX), Dante tourne à nouveau son regard vers Béatrice, qui ne peut maintenant plus sourire car Dante ne pourrait supporter la lumière que provoquerait son rire, devenu plus grand au fur et à mesure que tous deux ont atteint arrivés le ciel de Saturne. Béatrice l'avertit de se méfier de ce qui va lui apparaître.

### L'Échelle d'Or: versets 25-42
Le poète voit apparaître une échelle dorée qui s'élève au-delà de la limite de sa vue. Les âmes contemplatives montent et descendent, certaines en montant disparaissent.

### Saint Pierre Damien: versets 43-72
Une de ces âmes, Pierre Damien s'arrête devant le Poète, s'adresse à lui et l'exhorte à exprimer ce qu'il pense. Au fur et à mesure qu'il parle, l'esprit s'illumine pour la charité manifestée. Béatrice permet à Dante d'assouvir sa curiosité ; il demande humblement pourquoi cette âme s'est détournée des autres pour s'approcher de lui et pourquoi aucun chant ne se fait entendre dans ce ciel.
L'esprit répond d'abord à la deuxième question. Les âmes de Saturne sont silencieuses pour la même raison que Béatrice ne sourit pas, à savoir parce que la vue et l'ouïe de Dante ne seraient pas capables, en tant que mortel, de supporter le chant des bienheureux. À la première question, il explique qu'il ne s'est pas arrêté parce qu'il était plus attentionné que les autres esprits, car toutes les âmes ont un amour égal ou supérieur au sien comme montré par l'éblouissement de leur lumière. Une profonde charité au service de la Providence exige des âmes qu'elles remplissent leurs devoirs.

### Le Doute de Dante et la Réponse de l'Âme sur la Prédestination: verstes 73-102
Dante demande pourquoi cette même âme était prédestinée à le recevoir ; l'âme répond que personne, pas même Marie et pas même le plus sublime des anges séraphins ne peut répondre à cette question. Il invite donc Dante à transmettre, une fois de retour dans le monde terrestre, le message d'humilité à l'égard de la connaissance qui transcende tous les esprits créés.

### Pierre Damien: sa Vie et son Indignation contre l'Église contemporaine: versets 103-126
À la question de Dante sur l'identité de la personne qui lui parle, l'esprit répond qu'il a vécu longtemps comme moine contemplatif, de manière simple et modeste, sous le nom de Pierre Damien dans le monastère de l' ordre camaldule de Fonte Avellana et qu'il s'est livré à une vie de pénitence sous le nom de Pietro Peccatore (« Pierre Pêcheur ») dans une « maison de Nostra Donna » (versets 122-123) située sur la côte adriatique, identifiée par certains avec l'église de la Basilique Santa Maria in Porto de Ravenne, par d'autres avec celle de Chiesa di Santa Maria di Portonovo (it) , près d'Ancône.
Peu avant sa mort, il est nommé cardinal, symbolisé par le chapeau de cardinal qui va désormais « de mal en pis » (verset 126).

### Invectives contre les Prélats: versets 127-142
L'âme se lance enfin dans une vibrante invective contre la corruption de l'Église et la vie opulente et douce des pasteurs modernes, en l'opposant à la vie sainte et pauvre de Pierre et Paul. À ses paroles, tous les bienheureux du septième ciel répondent par un grand cri,  exprimant leurs applaudissements.

## Analyse
L'entrée de Dante et Béatrice dans le ciel de Saturne est marquée par un changement dans les sensations que reçoit le pèlerin : il ne voit plus le rire flamboyant de Béatrice, ni n'entend les hymnes chantés par les âmes. 
Le lien entre le monde terrestre, limité et imparfait, et le monde céleste, auquel les âmes peuvent s'élever par l'ascèse et la contemplation, est symbolisé par une échelle lumineuse (comme l'or sur lequel bat le soleil) sur lequel les âmes se déplacent constamment. L'image de l'échelle a été fréquemment utilisée avec une telle valeur symbolique dans la tradition mystique, en particulier dans la Règle bénédictine ; Pierre Damien l'utilise également dans un de ses écrits. Elle renvoie à celle rêvée par Jacob, comme Dante lui-même le rappelle (avec les mots de saint Benoît) dans le chant suivant (versets 70-72).
La vie de Pierre Damien est caractérisée par les valeurs de l'humilité, de l'ascétisme (suggéré par le fait de manger des aliments assaisonnés uniquement avec de l'huile, verset 115 et d'endurer la dureté du climat sans se plaindre) et de la contemplation. Cela fait de lui un témoin brutal de la corruption des ordres monastiques et plus généralement du clergé, un thème récurrent au Paradis.
La noblesse des images et la hauteur des thèmes ne font pas obstacle à la variété des registres expressifs. La référence savante à l'âge d'or (versets 25-27) et l'affirmation solennelle de l'« abîme  » (versets 91-102) de l'esprit divin coexistent avec l'accent réaliste de l'image des « perches » ou corbeaux et avec le sarcasme de la description des prélats obèses, habillés si somptueusement que, lorsqu'ils montent à cheval, leurs manteaux couvrent non pas une mais deux bêtes (versets 129-135).
Dans l'évocation des passages essentiels de la vie du saint, Dante fait une affirmation qui a semblé à certains une inexactitude : sa nomination comme cardinal n'a pas eu lieu peu avant sa mort (poca vita mortal m'era rimasa, verset 124), mais quinze ans plus tôt ; après neuf ans, cependant, Pierre Damien a été autorisé à retourner au monastère.
Selon certains commentateurs, Dante confondrait d'ailleurs Pierre Damien avec Pietro Peccatore (verset 122), autre nom de Pietro degli Onesti, presque contemporain du premier. Suivant cette hypothèse, le triolet de Dante devrait être écrit de la manière suivante : dans le premier vers, le mot fu devrait être écrit avec l'apostrophe (signifiant fui, première personne du singulier, avec le sujet Pierre Damien) et, dans le deuxième vers, sans l'apostrophe (fu, troisième personne du singulier, avec le sujet Piero degli Onesti). Le triolet deviendrait donc : In quel loco fu' io Pier Damiano / e Pietro peccator fu nella casa..., c'est-à-dire : Io, Pier Damiano, dimorai nel monastero di Fonte Avellana, mentre Piero degli Onesti dimorò in quello di Santa Maria di Porto.
Selon d'autres commentateurs,, cependant, Dante ne commet aucune inexactitude et le fu' peut être laissé inchangé ; dans ce cas, le sens serait : « En ce lieu, moi, Pier Damiano, j'ai habité, et, avec le nom de Pietro Peccatore, j'ai habité dans la maison de Nostra Donna in sul lito adriano ». Selon ces commentateurs, le Pietro peccator est donc bien Pierre Damien, et non Pietro degli Onesti, et ce pour trois raisons : d'abord parce que la citation du second Piero n'est pas pertinente pour le discours que saint Pierre Damiani tient à Dante, ensuite parce que saint Pierre Damien se signait « Petrus peccator  », selon une coutume répandue dans les milieux monastiques, et enfin parce que c'est l'interprétation la plus évidente, rendant inutile l'hypothèse de deux manières différentes d'écrire fu.
Une autre incertitude d'interprétation est l'identification de la « maison de Nostra Donna  »  ; selon certains critiques avec cette expression Dante fait allusion à Santa Maria di Portonovo, près d'Ancône, selon d'autres (et parmi ceux-ci les premiers commentateurs de l'œuvre de Dante) à Santa Maria in Porto de Ravenne.